# Павел Ржегак
Павел Ржегак (чеськ. Pavel Řehák, нар. 7 жовтня 1963) — чехословацькый, згодом чеський, футболіст, що грав на позиції нападника. По завершенні ігрової кар'єри — тренер.
Виступав, зокрема, за празьку «Славію» та декілька японських команд.

## Ігрова кар'єра
У дорослому футболі дебютував 1984 року виступами за команду клубу «Славія», в якій провів сім сезонів, взявши участь у 151 матчі чемпіонату.  Більшість часу, проведеного у складі «Славії», був основним гравцем атакувальної ланки команди.
1991 року перебрався до Японії, де грав спочатку за «ДЖЕФ Юнайтед», а протягом 1995–1996 років за «Консадолє Саппоро». 
Протягом 1997–1998 років знову грав на батьківщині, виступаючи за «Славію» та «Петру» (Дрновіце).
Завершив професійну ігрову кар'єру в Японії, де 1999 року був гравцем клубу «Йокогама».

## Кар'єра тренера
Завервшивши ігрову кар'єру, вирішив присвятити себе тренерській роботі. 2004 року став асистентом свого співвітчизника Івана Гашека, головного тренера японського клубу «Віссел» (Кобе). Наступного року змінив Гашека на посаді очільника тренерського штабу цієї команди.